# Gabriel de Castilla
Gabriel de Castilla (Palencia, 1577 – Lima, 1620) è stato un navigatore ed esploratore spagnolo.
Nel 1603 venne inviato, al comando di tre navi, da Valparaíso verso sud per arginare gli assalti dei pirati olandesi nei mari del Cile meridionale. Durante la navigazione de Castilla finì a sud del canale di Drake (64° S). Solo nel 1773 James Cook raggiunse una latitudine più meridionale (71° S), diversi storici considerano Castilla come il primo navigatore a raggiungere il mare antartico.
La base antartica spagnola presente sulla Isla Decepción dal 1989-90 è stata chiamata Gabriel de Castilla.
| Controllo di autorità | VIAF (EN) 4997161999104044610009 · LCCN (EN) no2021021916 · GND (DE) 1232221279 · BNE (ES) XX882659 (data) |